# Vittangi
Vittangi (samisch: Vittanki) ist eine Ortschaft (tätort) in der schwedischen Provinz Norrbottens län und der historischen Provinz Lappland. Sie gehört zur Gemeinde Kiruna.
Durch den Ort führen die Europastraße 45 und der Länsväg 395. Vittangi liegt am Torne älv. Der Ort hat seit 1949 eine eigene Kirchgemeinde (församling), zu der die Vittangi-Kirche gehört.

## Bildergalerie

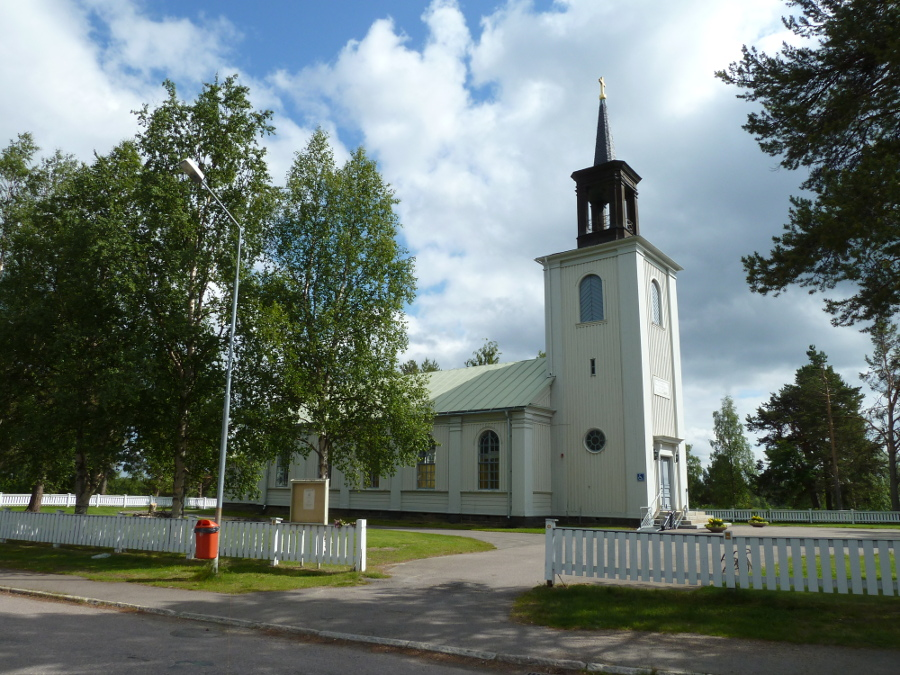
Kirche (2015)
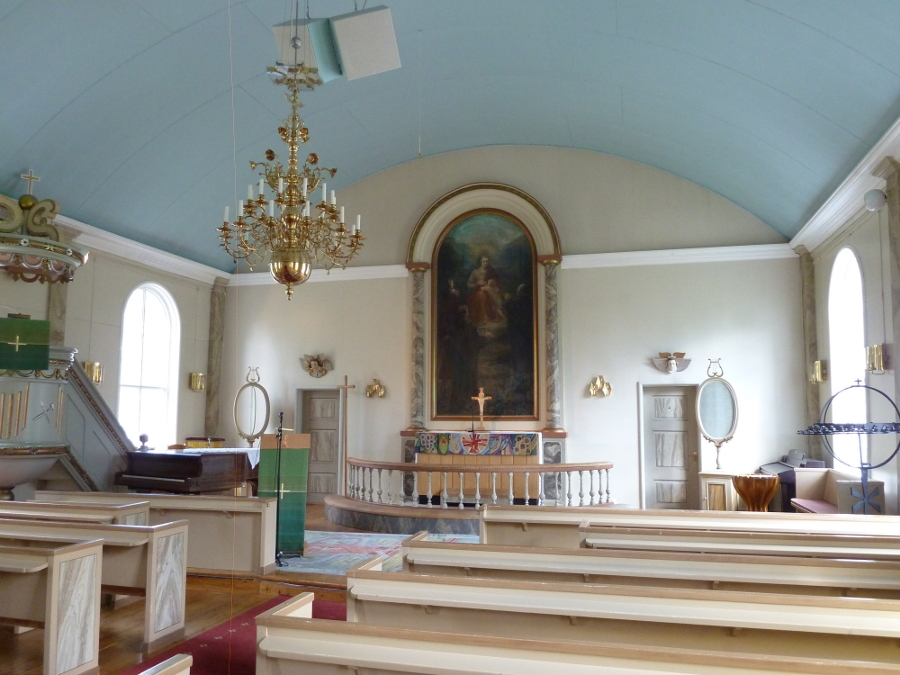
Kirche (2015)
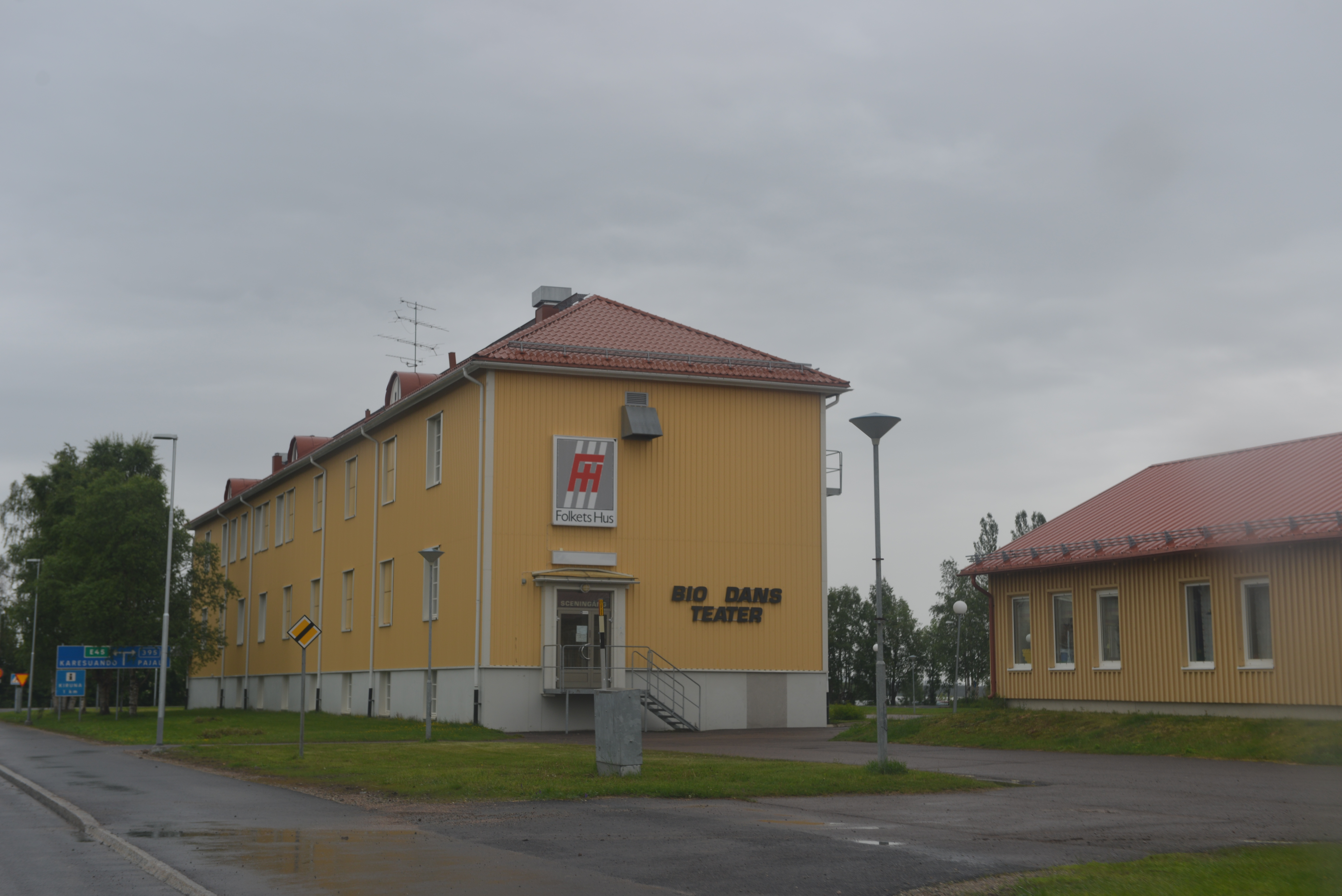
Folkets Hus (Volkshaus, 2015)
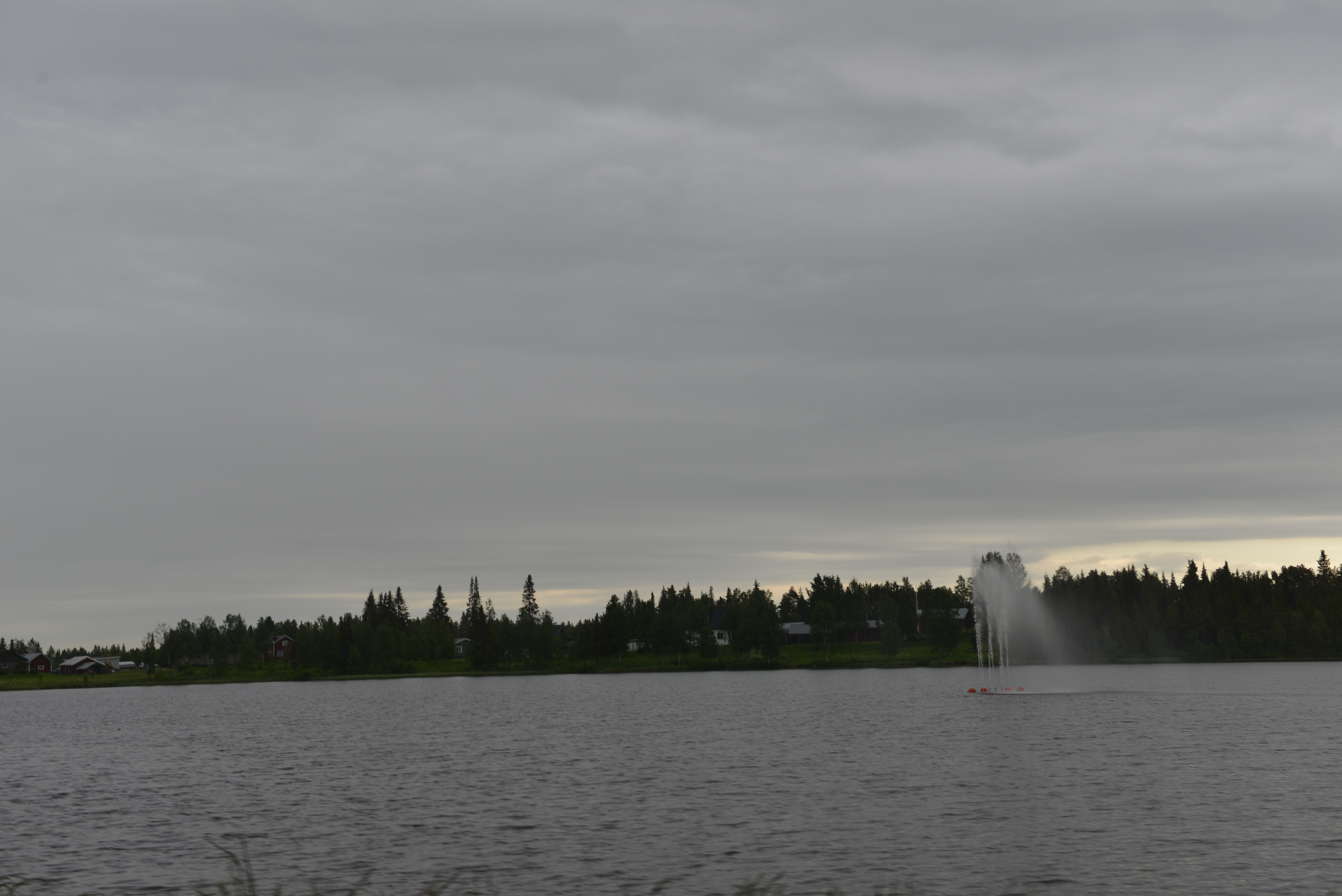
See mit Fontäne (2015)